# Ossubtus xinguense
Ossubtus xinguense  (лат.) — вид лучепёрых рыб из семейства пираньевых (Serrasalmidae), единственный вид рода Ossubtus.
Встречается в реке Шингу, в районе порогов, близ Альтамиры. Достигает в длину 25 сантиметров. Тело яйцевидной формы, рот вентральный. Питается беспозвоночными, растительной пищей. При содержании в аквариуме необходимо учитывать высокую территориальность вида, его поведение по отношению к другим рыбам, особенно это касается самок, имеющих выраженный инстинкт защиты потомства.